# Amphirrhox longifolia
Amphirrhox longifolia (A.St.-Hil.) Spreng. – gatunek roślin z rodziny fiołkowatych (Violaceae). Występuje naturalnie w Kostaryce, Panamie, Kolumbii, Wenezueli, Gujanie, Surinamie, Gujanie Francuskiej, Ekwadorze, Peru, Boliwii oraz Brazylii (w stanach Acre, Amazonas, Amapá, Pará, Rondônia, Roraima, Alagoas, Bahia, Maranhão, Pernambuco, Mato Grosso, Espírito Santo, Rio de Janeiro i São Paulo). 

## Morfologia
PokrójZimozielony krzew dorastający do 2,5–5 m wysokości.
LiścieBlaszka liściowa ma kształt od eliptycznego do lancetowatego. Mierzy 4,7–14,9 cm długości oraz 0,9–4,5 cm szerokości, jest piłkowana na brzegu, ma ostrokątną nasadę i spiczasty wierzchołek. Ogonek liściowy jest nagi i ma 2–10 mm długości.
KwiatyZebrane w pęczkach wyrastających niemal na szczytach pędów. Mają 5 działek kielicha o owalnym kształcie, nierównych i dorastających do 1–3 mm długości. Płatków jest 5, są kształtu od lancetowatego do łyżeczkowatego i mają białą barwę oraz 14–25 mm długości.
OwoceTorebki mierzące 29 mm średnicy, o elipsoidalnym kształcie.

## Biologia i ekologia
Rośnie w lasach oraz na brzegach cieków wodnych. Występuje na wysokości do 800 m n.p.m.